# Reykjahlíð
Reykjahlíð – wieś w północnej części Islandii. Liczy około 300 mieszkańców i jest położona nad brzegiem jeziora Mývatn. Jest siedzibą gminy Skútustaðahreppur.
Przez wybuch wulkanu Krafla w 1729 roku wieś została zniszczona przez strumień lawy. Wówczas strumień lawy zatrzymał się przed wiejskim kościołem, który był usytuowany na wyższej ziemi. Rzekomo kościół uratował się przed żywiołem w wyniku modlitwy wsi księdza. 
Kościół nadal istnieje, choć obecny budynek pochodzi z 1972 roku.
Wulkan Krafla ostatnio wybuchł w 1984 roku, ale para z lawy i sprężona siarka są nadal obecne. Niedaleko znajduje się krater Viti (co po islandzku oznacza piekło), ale patrząc dzisiaj wydaje się być on nieszkodliwy. Jego pozorna cisza przeczy faktowi, że jego ostatnia erupcja była nie tak dawno patrząc z geologicznego punktu widzenia, bo w 1976 roku. W pobliżu znajduje się też wygasły wulkan Hverfjall, którego ostatnia erupcja miała miejsce około 2500 lat temu.
We wsi znajduje się lokalne lotnisko, które jest czynne w okresie letnim.
Przetwarzanie ziemi okrzemkowej było głównym punktem w lokalnej gospodarce do 2004 roku, kiedy zostało ono zakończone.
30 czerwca 2004 roku otwarto Mývatn Nature Baths. Są to ciepłe, kojące wody z jeziora Mývatn. Woda zawiera mieszankę minerałów, krzemianów i mikroorganizmów geotermalnych, które są korzystne dla skóry.

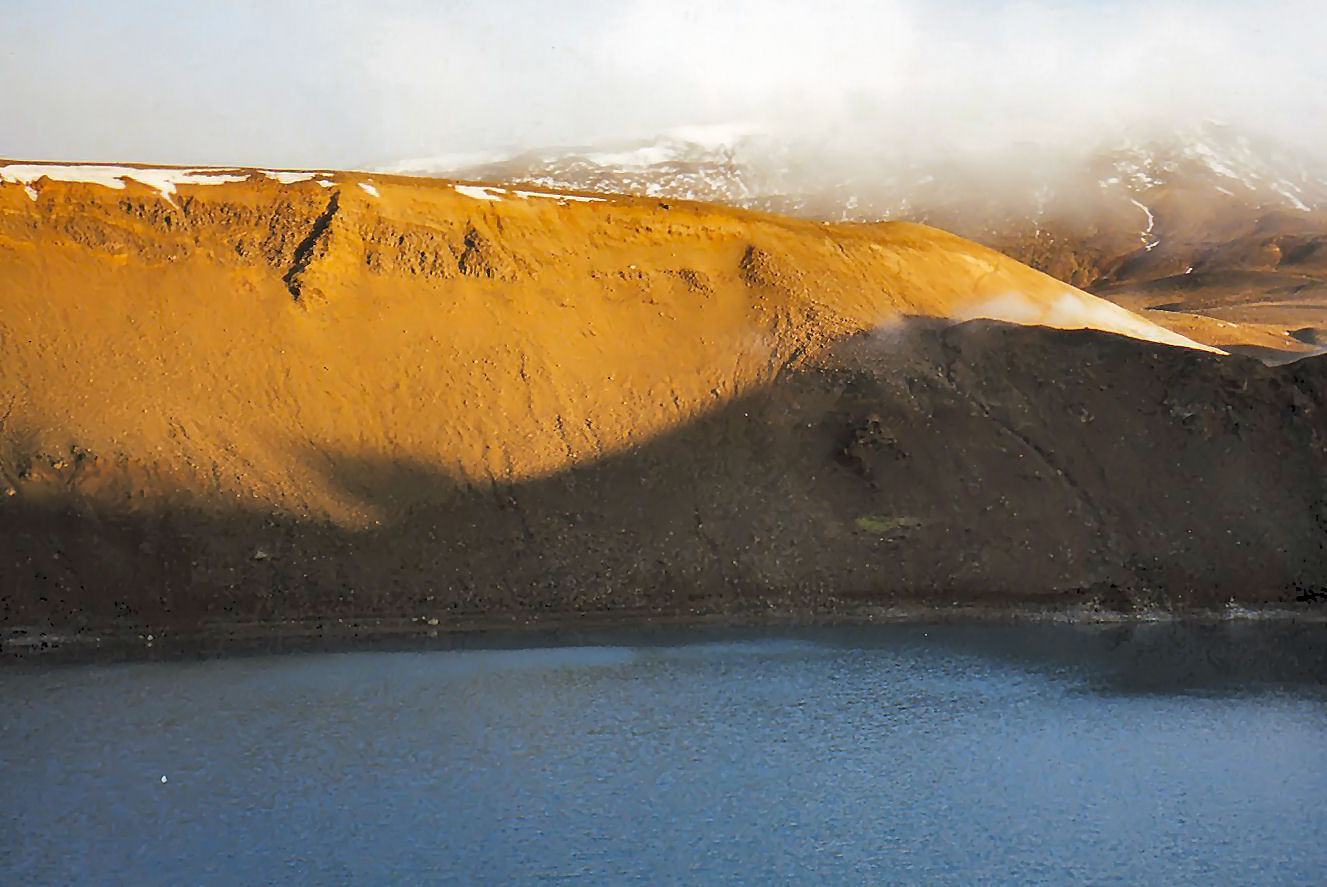
Krater Víti
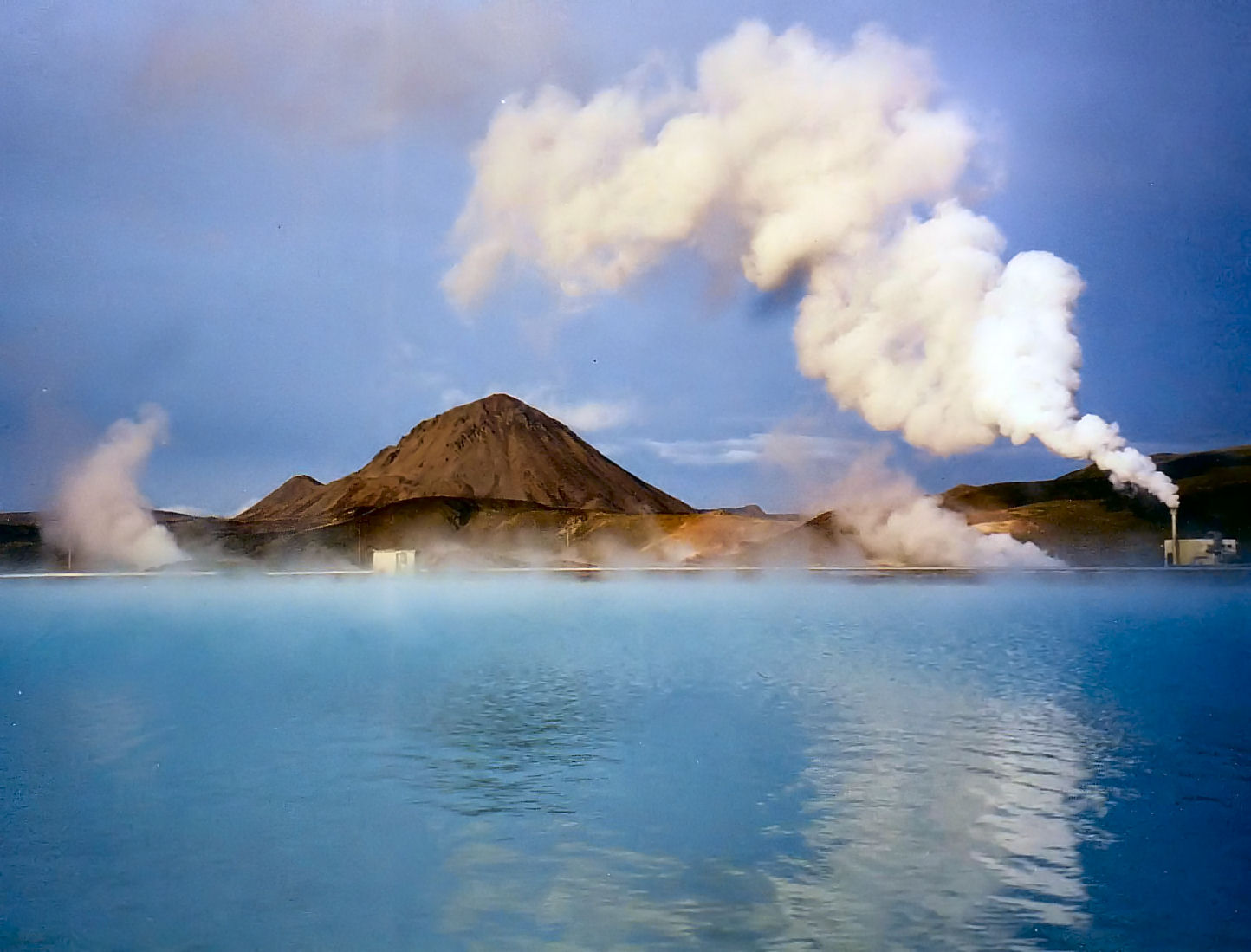
Ziemia okrzemkowa
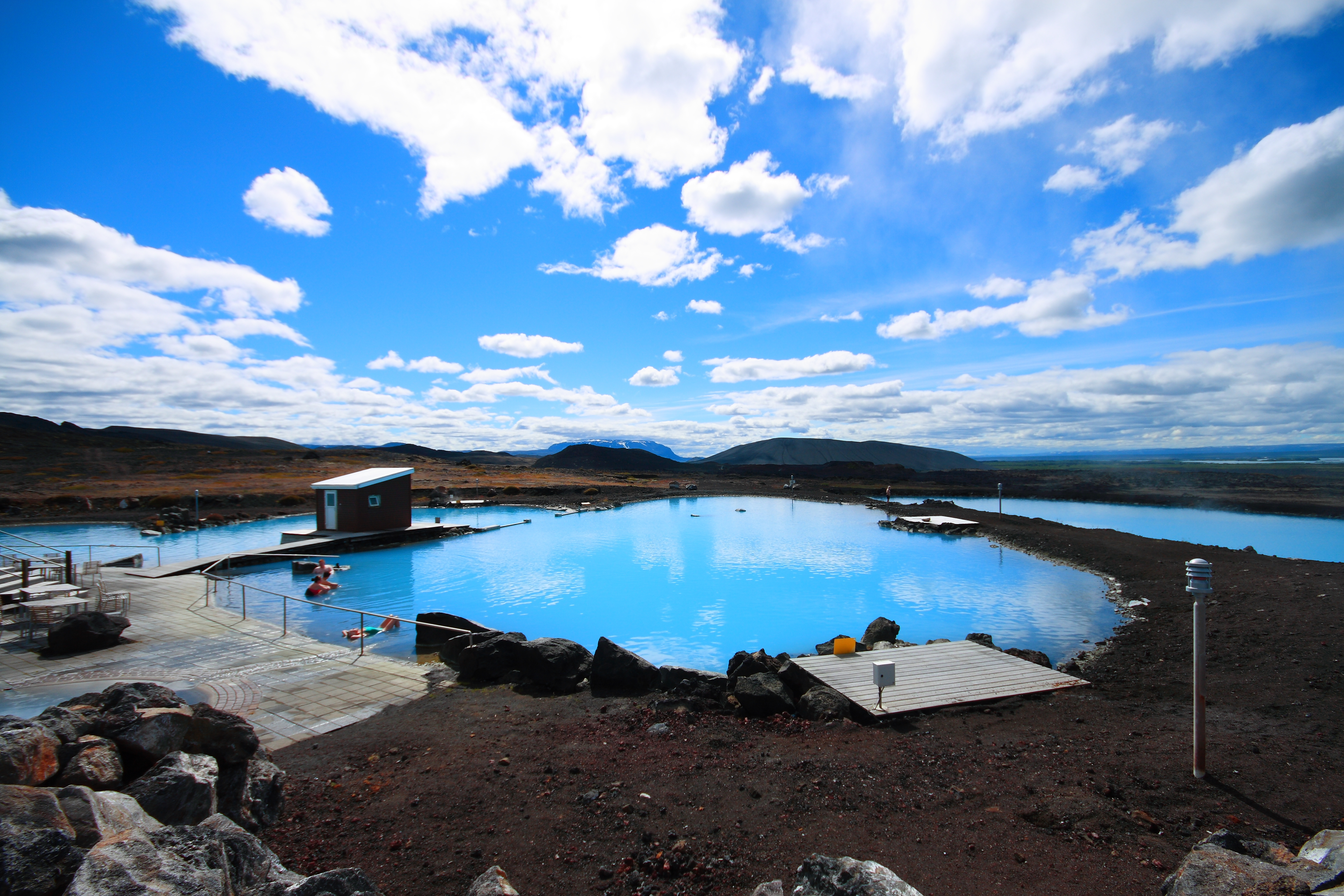
Mývatn Nature Baths